# Quebrada Escritos
La quebrada Escritos es un curso intermitente de agua que nace en la provincia de Tacna, Perú, cruza la frontera internacional hacia Chile y desemboca en el océano Pacífico, en la Región de Arica y Parinacota. Junto a la quebrada de La Concordia, es uno de los cursos fluviales con salida al mar más septentrionales del territorio chileno.
Se origina en la falda occidental de la sierra de Guailillas, específicamente en el cerro Lampallares (4.258 m s. n. m.), y recorre aproximadamente 71 km en dirección suroeste hasta su desembocadura. Su principal afluente es la quebrada Olivar, que nace también en la sierra de Guailillas y confluye en el tramo medio del curso.
La quebrada limita al norte con la cuenca del río Caplina y la quebrada Hospicio (Perú), y al sur con la quebrada de La Concordia. Forma parte del grupo de cuencas exorreicas andinas del extremo norte chileno, junto a las cuencas de Concordia, Lluta, Azapa, Vítor, Camarones y Camiña.

## Caudal y régimen
Su caudal es esporádico y ocurre tras las lluvias en la Sierra de Guailillas, lo que ocurre rara vez. En tal caso se trata de escurrimientos muy breves.: 13 
|  |  |

## Historia
Luis Risopatrón la describe brevemente en su Diccionario Jeográfico de Chile de 1924:: 321 
Escritos (Quebrada de) 18° 19' 70° 12'. Seca, corre hácia el W i es cruzada por el ferrocarril de Arica a Tacna, a corta distancia al N del paradero de aquel nombre. 86, p. 4 plano; 134; i 156; i de Escritas en 116, p. 304; i 141, atlas de Raimondi (1874). 
La quebrada Escritos, más precisamente un triángulo de tres hectáreas de su playa es, según algunos, territorio peruano aunque con costa seca, dado que el Fallo de la Corte de La Haya sobre la delimitación marítima entre Chile y Perú dictaminó definitivamente que el mar cercano es territorio chileno.